# Liste der Resolutionen des UN-Sicherheitsrates (2020)
Diese Liste der Resolutionen des UN-Sicherheitsrates nennt die vom Sicherheitsrat der Vereinten Nationen im Jahr 2020 verabschiedeten Resolutionen.
| Nummer | Datum         | Gegenstand | Mission          |
| ------ | ------------- | --- | ---------------- |
| 2504   | 10. Januar    | Die Situation im Nahen Osten |                  |
| 2505   | 13. Januar    | Die Situation im Nahen Osten | UNMHA            |
| 2506   | 30. Januar    | Die Situation in Zypern | UNFICYP          |
| 2507   | 31. Januar    | Die Situation in der Zentralafrikanischen Republik | MINUSCA          |
| 2508   | 11. Februar   | Berichte des Generalsekretärs über Sudan und Südsudan |                  |
| 2509   | 11. Februar   | Die Situation in Libyen |                  |
| 2510   | 11. Februar   | Die Situation in Libyen | UNSMIL           |
| 2511   | 25. Februar   | Die Situation im Nahen Osten | UNMHA            |
| 2512   | 28. Februar   | Die Situation in Guinea-Bissau | UNIOGBIS         |
| 2513   | 10. März      | Die Situation in Afghanistan | UNAMA            |
| 2514   | 12. März      | Berichte des Generalsekretärs über Sudan und Südsudan | UNMISS           |
| 2515   | 30. März      | Nichtverbreitung/Demokratische Republik Korea |                  |
| 2516   | 30. März      | Die Situation in Somalia | UNSOM            |
| 2517   | 30. März      | Berichte des Generalsekretärs über Sudan und Südsudan | UNAMID           |
| 2518   | 30. März      | Sicherheit der Friedenssicherungskräfte |                  |
| 2519   | 14. Mai       | Berichte des Generalsekretärs über Sudan und Südsudan | UNISFA           |
| 2520   | 29. Mai       | Die Situation in Somalia | UNSOM            |
| 2523   | 29. Mai       | Berichte des Generalsekretärs über Sudan und Südsudan | UNAMID           |
| 2522   | 29. Mai       | Die Situation im Irak | UNAMI            |
| 2523   | 29. Mai       | Berichte des Generalsekretärs über Sudan und Südsudan | UNAMID           |
| 2524   | 4. Juni       | Berichte des Generalsekretärs über Sudan und Südsudan | UNITAMS          |
| 2525   | 3. Juni       | Berichte des Generalsekretärs über Sudan und Südsudan | UNAMID           |
| 2526   | 5. Juni       | Die Situation in Libyen | UNSMIL           |
| 2527   | 22. Juni      | Die Situation in Somalia | UNSOM            |
| 2528   | 25. Juni      | Die Situation in der Demokratischen Republik Kongo |                  |
| 2529   | 25. Juni      | Internationaler Strafgerichtshof für Ruanda |                  |
| 2530   | 29. Juni      | Beobachtertruppe der Vereinten Nationen für die Truppenentflechtung | UNDOF            |
| 2531   | 29. Juni      | Die Situation in Mali | MINUSMA          |
| 2532   | 1. Juli       | Wahrung des Weltfriedens und der internationalen Sicherheit, COVID-19-Pandemie                                                                                                  |                  |
| 2533   | 11. Juli      | Die Situation im Nahen Osten |                  |
| 2534   | 14. Juli      | Die Situation im Nahen Osten | UNMHA            |
| 2535   | 14. Juli      | Wahrung des Weltfriedens und der internationalen Sicherheit |                  |
| 2536   | 28. Juli      | Die Situation in der Zentralafrikanischen Republik | MINUSCA          |
| 2537   | 28. Juli      | Die Situation in Zypern | UNFICYP          |
| 2538   | 28. August    | Friedenssicherungseinsätze der Vereinten Nationen |                  |
| 2539   | 28. August    | Die Situation im Nahen Osten | UNDOF            |
| 2540   | 28. August    | Die Situation in Somalia | UNSOM            |
| 2541   | 31. August    | Die Situation in Mali | MINUSMA          |
| 2542   | 15. September | Die Situation in Libyen | UNSMIL           |
| 2543   | 15. September | Die Situation in Afghanistan | UNAMA            |
| 2544   | 18. September | Bedrohungen des Weltfriedens und der internationalen Sicherheit |                  |
| 2545   | 25. September | Gleichlautende Schreiben der Ständigen Vertreterin Kolumbiens bei den Vereinten Nationen vom 19. Januar 2016 an den Generalsekretär und die Präsidentschaft des Sicherheitsrats | UNMC             |
| 2546   | 2. Oktober    | Wahrung des Weltfriedens und der internationalen Sicherheit |                  |
| 2547   | 15. Oktober   | Die Situation in Haiti | BINUH            |
| 2548   | 30. Oktober   | Die Situation betreffend Westsahara | MINURSO          |
| 2549   | 5. November   | Die Situation in Bosnien und Herzegowina | Operation Althea |
| 2550   | 12. November  | Berichte des Generalsekretärs über Sudan und Südsudan | UNISFA           |
| 2551   | 12. November  | Die Situation in Somalia | AMISOM           |
| 2552   | 12. November  | Die Situation in der Zentralafrikanischen Republik | MINUSCA          |
| 2553   | 3. Dezember   | Wahrung des Weltfriedens und der internationalen Sicherheit |                  |
| 2554   | 4. Dezember   | Die Situation in Somalia |                  |
| 2555   | 18. Dezember  | Beobachtertruppe der Vereinten Nationen für die Truppenentflechtung | UNDOF            |
| 2556   | 18. Dezember  | Die Situation in der Demokratischen Republik Kongo | MONUSCO          |
| 2557   | 18. Dezember  | Die Situation in der Demokratischen Republik Kongo | MONUSCO          |
| 2558   | 18. Dezember  | Friedenskonsolidierung und Aufrechterhaltung des Friedens |                  |
| 2559   | 22. Dezember  | Die Situation in Sudan | UNITAMS          |
| 2560   | 29. Dezember  | Bedrohungen des Weltfriedens und der internationalen Sicherheit durch terroristische Handlungen                                                                                 |                  |